# Aphamartania knutsoni
Aphamartania knutsoni är en tvåvingeart som beskrevs av Nelson Papavero 1971. Aphamartania knutsoni ingår i släktet Aphamartania och familjen rovflugor.
Artens utbredningsområde är Panama. Inga underarter finns listade i Catalogue of Life.